# Lagtingsvalet på Åland 2019
Lagtingsvalet på Åland 2019 ägde rum den 20 oktober 2019. 30 medlemmar valdes till Ålands lagting för en period på fyra år. Totalt ställde 8 partier upp. Hållbart Initiativ är ett nygrundat parti och har ingen relation till partiet med samma namn som ställde upp i valet 2015.

## Valresultat
Störst blev Åländsk Center. Alla tre regeringspartier Liberalerna på Åland, Ålands socialdemokrater och Moderat samling för Åland backade.
|  |  |  |  |  |  |  |  |  |  |  |  |  |  |  | - Åländsk Center (9) - Liberalerna på Åland (6) - Moderat Samling för Åland (4) - Obunden Samling (4) - Ålands Socialdemokrater (3) - Hållbart initiativ (2) - Ålands Framtid (1) - Åländsk Demokrati (1) |

| Parti                     | Röster | +/-    | %    | +/- | Mandat | +/- |
| ------------------------- | ------ | ------ | ---- | --- | ------ | --- |
| Åländsk Center            | 3 970  | +986   | —    | —   | 9      | +2  |
| Liberalerna på Åland      | 2 803  | -413   | —    | —   | 6      | -1  |
| Moderat Samling för Åland | 1 967  | -503   | —    | —   | 4      | -1  |
| Obunden Samling           | 1 935  | +607   | —    | —   | 4      | +1  |
| Ålands socialdemokrater   | 1 312  | -876   | —    | —   | 3      | -2  |
| Hållbart initiativ        | 1 187  | +1 076 | —    | —   | 2      | +2  |
| Ålands Framtid            | 666    | -350   | —    | —   | 1      | -1  |
| Åländsk Demokrati         | 418    | -84    | —    | —   | 1      | 0   |
| Ogiltiga/blanka röster    | 336    | –      | –    | –   | –      | –   |
| Totalt                    | 14 594 |        | 100  |     | 30     | 0   |
| Valdeltagande             |        |        | 69,7 |     |        |     |

## Invalda
Åländsk Center:
- Veronica Thörnroos (590)
- Roger Nordlund (487)
- Harry Jansson (457)
- Liz Mattsson (299)
- Jörgen Pettersson (199)
- Mikael Lindholm (188)
- Jesper Josefsson (172)
- Robert Mansén (140)
- Roger Höglund (119)

Liberalerna på Åland:
- Katrin Sjögren (536)
- John Holmberg (233)
- Simon Påvals (231)
- Rainer Juslin (229)
- Ingrid Zetterman (211)
- Pernilla Söderlund (133)

Moderat Samling för Åland:
- Fredrik Karlström (342)
- Tage Silander (312)
- Jörgen Strand (258)
- Annette Holmberg-Jansson (208)

Obunden Samling:
- Bert Häggblom (550)
- Marcus Måtar (210)
- Stellan Egeland (188)
- Lars Häggblom (151)

Ålands Socialdemokrater:
- Camilla Gunell (424)
- Nina Fellman (177)
- Jessy Eckerman (104)

Hållbart initiativ:
- Alfons Röblom (274)
- Simon Holmström (257)

Ålands Framtid:
- Anders Eriksson (185)

Åländsk Demokrati:
- Stephan Toivonen (171)